# Lijst van voetbalinterlands Guam - Malediven
Deze lijst van voetbalinterlands is een overzicht van alle officiële voetbalinterlands tussen de nationale teams van Guam en de Malediven. De landen hebben tot nu toe twee keer tegen elkaar gespeeld. De eerste ontmoeting, een kwalificatiewedstrijd voor het Wereldkampioenschap voetbal 2022, werd gespeeld in Hagåtña op 5 september 2019. Het laatste duel, de returnwedstrijd in dezelfde kwalificatiereeks, vond plaats op 19 november 2019 in Malé.

## Wedstrijden
| № | Plaats  | Datum            | Competitie           | Wedstrijd        | Uitslag |
| - | ------- | ---------------- | -------------------- | ---------------- | ------- |
| 1 | Hagåtña | 5 september 2019 | WK 2022 kwalificatie | Guam − Malediven | 0 − 1   |
| 2 | Malé    | 19 november 2019 | WK 2022 kwalificatie | Malediven − Guam | 3 − 1   |

## Samenvatting
| Competitie      | Totaal gespeeld | Winst Guam | Gelijk | Winst Malediven | Doelsaldo Guam – Malediven |
| --------------- | --------------- | ---------- | ------ | --------------- | -------------------------- |
| WK-kwalificatie | 2               | 0          | 0      | 2               | 1 − 4                      |
| Totaal          | 2               | 0          | 0      | 2               | 1 − 4                      |

GFA ·
Bondscoaches ·
Topscorers · 
Guamees vrouwenvoetbalelftal ·
Guam U21
Amerikaans-Samoa ·
Aruba ·
Australië ·
Bangladesh ·
Bhutan ·
Cambodja ·
China ·
Filipijnen ·
Hongkong ·
India ·
Iran ·
Laos ·
Macau ·
Malediven ·
Mongolië ·
Myanmar ·
Nieuw-Caledonië ·
Noord-Korea ·
Oman ·
Pakistan ·
Palestina ·
Salomonseilanden ·
Singapore ·
Sri Lanka ·
Syrië ·
Tadzjikistan ·
Taiwan ·
Turkmenistan ·
Vanuatu ·
Vietnam ·
Zuid-Korea
FAM · A-internationals · Maldivisch vrouwenelftal
1980 - 1989 · 
1990 - 1999 · 
2000 – 2009 · 
2010 – 2019 ·
2020 − 2029
Afghanistan ·
Bahrein ·
Bangladesh ·
Bhutan ·
Brunei ·
Cambodja ·
China ·
Comoren ·
Filipijnen ·
Guam ·
Hongkong ·
India ·
Indonesië ·
Iran ·
Jemen ·
Kirgizië ·
Laos ·
Libanon ·
Maleisië ·
Mauritius ·
Mongolië ·
Myanmar ·
Nepal ·
Oezbekistan ·
Oman ·
Pakistan ·
Palestina ·
Qatar ·
Seychellen ·
Singapore ·
Sri Lanka ·
Syrië ·
Tadzjikistan ·
Thailand ·
Turkmenistan ·
Vietnam ·
Zuid-Korea